# 군락

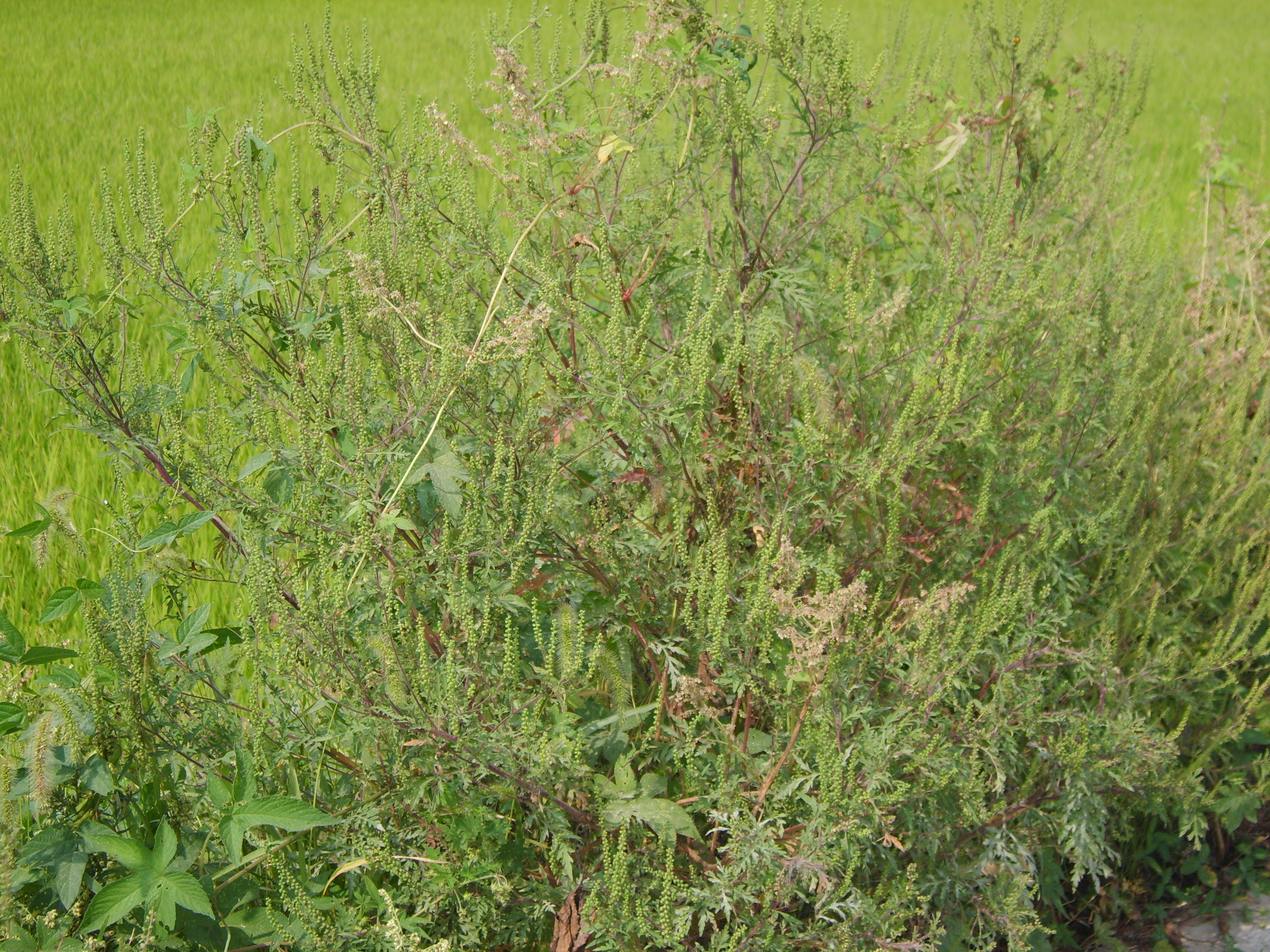
돼지풀 군락

군락(群落)은 다른 곳과 구별되는 식물 집단이다. 군총(群叢)이라고도 한다.
어느 군락도 1종류 만이 아닌 여러 종류의 식물로 이루어진다. 예를 들어, 소나무 군락이라는 등의 1종류 식물 이름으로 부르지만, 이는 대표적인 식물 이름으로 부르는 것 뿐이며, 그 군락에는 그 밖에도 많은 식물이 자라고 있다. 여러 군락이 모여 하나의 산이나 지방의 식생을 이룬다. 식물은 환경에 따라 다르게 군락을 형성한다. 예를 들어 높은 산에는 고산식물 군락, 모래 언덕에는 사구식물 군락이 생겨난다.
군락은 동물 집단을 말할 때에도 사용되는데 대표적인 예사 제주도의 '연산호군락지'이다. 산호는 부착성 자서동물로써 다양한 해양생물과 공존하며 군락을 이룬다.

## 군락의 구조와 천이
한 군락의 종 구성은 많은 개체수를 차지하는 한두 종의 우점종과 작은 개체수를 가진 다수의 희소종으로 이루어진다. 생물 군락의 이름은 보통 우점종의 이름을 따서 부르는 경우가 많다. 초본식물이 우점종인 군락은 초원을 이루고, 목본식물이 우점종인 군락은 삼림을 이룬다. 이러한 군락의 외관을 상관이라고 한다. 상관은 그 식물 군락의 우점종의 생활형·밀도·높이 및 계절에 따르는 변화 등에 의해 결정된다고 할 수 있다. 또한 어떤 특정 군락에서만 볼 수 있고 다른 군락에서는 나타나지 않는 종이 있을 때, 이 종을 그 군락의 지표종이라고 한다. 초원에 군락을 만드는 종류가 많아지면서 군락은 점차 조밀한 군락으로 변한다. 풀은 키도 커지고, 1, 2년생 초본에서 오래 사는 여러해살이 초본 식물로 바뀌며 목본 식물도 섞이게 되는데, 이와 같은 방향으로 변하는 것을 진행이라 하고, 이와 반대 방향으로 변하는 것을 퇴행이라고 한다. 퇴행의 주요 원인은 인위적인 영향 때문이며 만약 인위적인 영향이 없어진다면, 군락은 진행적 천이만을 계속하여 원시적인 상태로 돌아갈 것이다.

## 같이 보기
- 군집
- 군체
- 무리

## 참고 문헌
- 이 문서에는 다음커뮤니케이션(현 카카오)에서 GFDL 또는 CC-SA 라이선스로 배포한 글로벌 세계대백과사전의 내용을 기초로 작성된 글이 포함되어 있습니다.